# 羽叶拟大豆
羽叶拟大豆（学名：Ophrestia pinnata）为豆科拟大豆属下的一个种。

## 扩展阅读
- 維基物種上的相關：羽叶拟大豆